# 호조씨
호조씨(일본어: 北条氏)는 일본 가마쿠라 막부의 집권으로, 이즈국의 무가이자 호족이며, 가문의 수립자인 호조 도키카타는 스스로를 다이라노 다카모치의 후예라고 주장했다. 호조씨는 미나모토노 요리토모를 도와 헤이시 정권을 무너뜨린 이후, 요리토모의 중용을 받아 막부에서 권력을 얻게 되었다. 제2대 집권인 호조 요시토키는 가마쿠라 막부의 실권을 장악했으며, 이후 여러 가지 수단을 통해 역대 막부 쇼군들을 퇴위시켰고, 나아가 자신의 친족을 쇼군으로 세우기까지 했다. 제8대 집권인 호조 도키무네는 몽골의 침입을 방어하였으며, 제9대 집권인 호조 사다토키는 헤이젠몬의 난에서 내관령 다이라노 요리쓰나(도키무네의 측근)를 제거했다. 제16대 집권인 호조 모리토키 시기에는 아시카가 다카우지와 닛타 요시사다가 거병하여 반란을 일으켰고, 가마쿠라는 함락되었으며, 호조 일족 천여 명이 도쇼지에서 일족과 함께 자결했다.
호조씨의 잔당은 일본 각지에서 다시 거병을 시도했지만 모두 실패로 끝났다. 호조씨의 분가인 요코이씨는 남조에 귀순하였으며, 그 유명한 후손으로는 막말 구마모토번의 번사 요코이 쇼난이 있다. 전국시대에 있었던 호조씨의 경우 호조 우지쓰나가 이세씨에서 '호조'로 개명한 것으로, 전국시대의 호조씨는 고호조씨로 부른다. 